# ふたりのシーソーゲーム
『ふたりのシーソーゲーム』は1996年7月7日から9月29日までTBS系「東芝日曜劇場」枠で放送された日本のテレビドラマ。主演は中村雅俊。
商社マンの大沢航平が2人の社員を伴い経営不振の伊豆の旅館へ出向し、仲居頭とおかみらとの人間模様と悪戦苦闘ぶりを描く。

## キャスト
- 大沢航平：中村雅俊
- 桐野利幸：田辺誠一
- 津波紗也：三井ゆり
- 大沢彩子：大島さと子
- 木村勝利：金田明夫
- 小川民子：松金よね子
- 並木陽子：磯野貴理子
- 野村美重：長谷川稀世
- 渡辺咲子：大島蓉子
- 大沢泉：小出由華
- 松山大樹：神保悟志
- 吉田光雄：小林克也
- 高杉克則：村井国夫
- 片山部長：須永慶
- 河原キク：菅井きん
- 桜井千春：篠ひろ子

## スタッフ
- 脚本：石原武龍
- 演出：佐々木章光、淡野健、山内宗信
- プロデュース：矢口久雄
- 音楽：ボブ佐久間
- 主題歌：SMILE「ジグソーパズル」
- 制作：TBS、テレパック

## 放送日程
| 話数                                                       | 放送日  | サブタイトル           | 視聴率 |
| ---------------------------------------------------------- | ------- | ---------------------- | ------ |
| 第1話                                                      | 7月07日 | 湯煙り社長と人情女将   | 19.9%  |
| 第2話                                                      | 7月14日 | 社長失格!女将も失格?   | 13.5%  |
| 第3話                                                      | 7月21日 | 夏だ!水着だ!!温泉だ!?  | 13.5%  |
| 第4話                                                      | 7月28日 | クビを斬れ!!           | 4.7%   |
| 第5話                                                      | 8月4日  | 露天風呂に女将の涙     | 8.3%   |
| 第6話                                                      | 8月11日 | 女将に惚れた50人!!     | 13.3%  |
| 第7話                                                      | 8月25日 | 浴衣で抱擁             | 13.9%  |
| 第8話                                                      | 9月01日 | 疑惑と裏切り           | 14.7%  |
| 第9話                                                      | 9月08日 | 犯人は誰だ!?           | 14.4%  |
| 第10話                                                     | 9月15日 | 命を賭けた嘘           | 13.8%  |
| 第11話                                                     | 9月22日 | 旅館が終る・女将の決意 | 16.7%  |
| 最終話                                                     | 9月29日 | オトナ達の運動会       | 14.7%  |
| 平均視聴率 13.5%（視聴率は関東地区・ビデオリサーチ社調べ） |         |                        |        |